# Bonchamp-lès-Laval
Bonchamp-lès-Laval település Franciaországban, Mayenne megyében. Lakosainak száma 6294 fő (2022. január 1.). Bonchamp-lès-Laval Louverné, Forcé, Argentré, Changé, La Chapelle-Anthenaise, Entrammes, Laval, Louvigné és Parné-sur-Roc községekkel határos.

## Népesség
A település népességének változása:
| Lakosok száma | 1387 | 3444 | 3832 | 5381 | 5829 | 5900 | 6037 | 6137 | 6187 | 6294 |
|               | 1968 | 1982 | 1990 | 2006 | 2013 | 2015 | 2017 | 2019 | 2020 | 2022 |